# 피해자들
"피해자들"은 2014년에 개봉한 대한민국의 영화이다.

## 캐스팅
- 류태준 : 한도경 역
- 장은아 : 유가인 역
- 이상훈 : 광식 역
- 연송하 : 혜리 역
- 이무생 : 이형사 역
- 임예나 : 명주 역
- 김인득 : 가인부 역
- 장혁진 : 선배형사 역
- 한철우 : 팀장 역
- 길하라 : 간호사 역
- 서예주 : 다방레지 역
- 노진영 : 빠루남 역
- 권여진 : 빠루여 역
- 김예은 : 프롤로그 여 역
- 김진휘 : 도경부 역
- 이은주 : 도경모 역
- 김선영 : 가인모 역
- 정택현 : 어린도경 역
- 이승현 : 어린가인 역
- 조명연 : 낚시사내 역
- 김효인 : 치킨집종업원 역
- 김주애 : 식당종업원 역
- 김문찬 : 형사1 역
- 이래현 : 형사2 역
- 정철 : 형사3 역
- 이상표 : 형사4 역
- 노진수 : 호프집 손님1 역
- 송찬호 : 호프집 손님2 역
- 김진휘 : 호프집 손님3 역
- 김효인 : 호프집 손님4 역
- 이가영 : 호프집 손님5 역
- 김소영 : 경찰서 피해 모 역
- 노을 : 경찰서 피해 아이 역
- 이원기 : 경찰서 취조남 역